# Rhyacophila orthacantha
Rhyacophila orthacantha är en nattsländeart som beskrevs av Emoto 1979. Rhyacophila orthacantha ingår i släktet Rhyacophila och familjen rovnattsländor. Inga underarter finns listade i Catalogue of Life.